# Орвілл Пек
Деніел Пітут (англ. Daniel Pitout; нар. 6 січня 1988, Йоганнесбург, ПАР), професійно відомий як Орвілл Пек (англ. Orville Peck), — південноафриканський кантрі-музикант, який мешкає у Сполучених Штатах та Канаді, широко відомий тим, що часто носить маску та не показує своє обличчя публічно.
Він випустив свій дебютний альбом «Pony» у 2019 році, а наступного року — міні-альбом «Show Pony». Його другий студійний альбом «Bronco» вийшов у 2022 році. Після самовільної перерви у 2023 році, Пек випустив свій третій студійний альбом «Stampede» у 2024 році. W Magazine зазначив, що його голос — це "глибокий, спокійний бас-баритон, який нагадує минулу епоху Джонні Кеша та Роя Орбісона; захопливі гітарні рифи переливаються між рокабілі, блюзом та мрійливими шугейзовими дисторшнами.
31 березня 2025 року Пек дебютував на Бродвеї в ролі Ведучого у відродженій виставі «Кабаре» в театрі Августа Вілсона разом з Євою Ноблезадою в ролі Саллі Боулз.

## Раннє життя
Пек народився в Йоганнесбурзі, ПАР, і жив там до 15 років. У дитинстві він самостійно навчався музиці, граючи на акустичній гітарі та старій клавіатурі Casio. Його батько — звукорежисер, і Орвілл у дитинстві озвучував мультфільми та інші медіа. У дитинстві він 12 років відвідував уроки балету та брав участь у музичних театральних постановках. До свого 20-ліття він уже брав участь у національних турах з мюзиклами.
Орвілл Пек переїхав до Лондона, щоб отримати базовий ступінь з акторської майстерності в Лондонській академії музики та драматичного мистецтва у 2014 році. Він зіграв Джонатана Гарріса/Пітера Пена у постановці театру Mischief «Пітер Пен йде не так» у театрі Apollo у 2016 році.

## Кар'єра

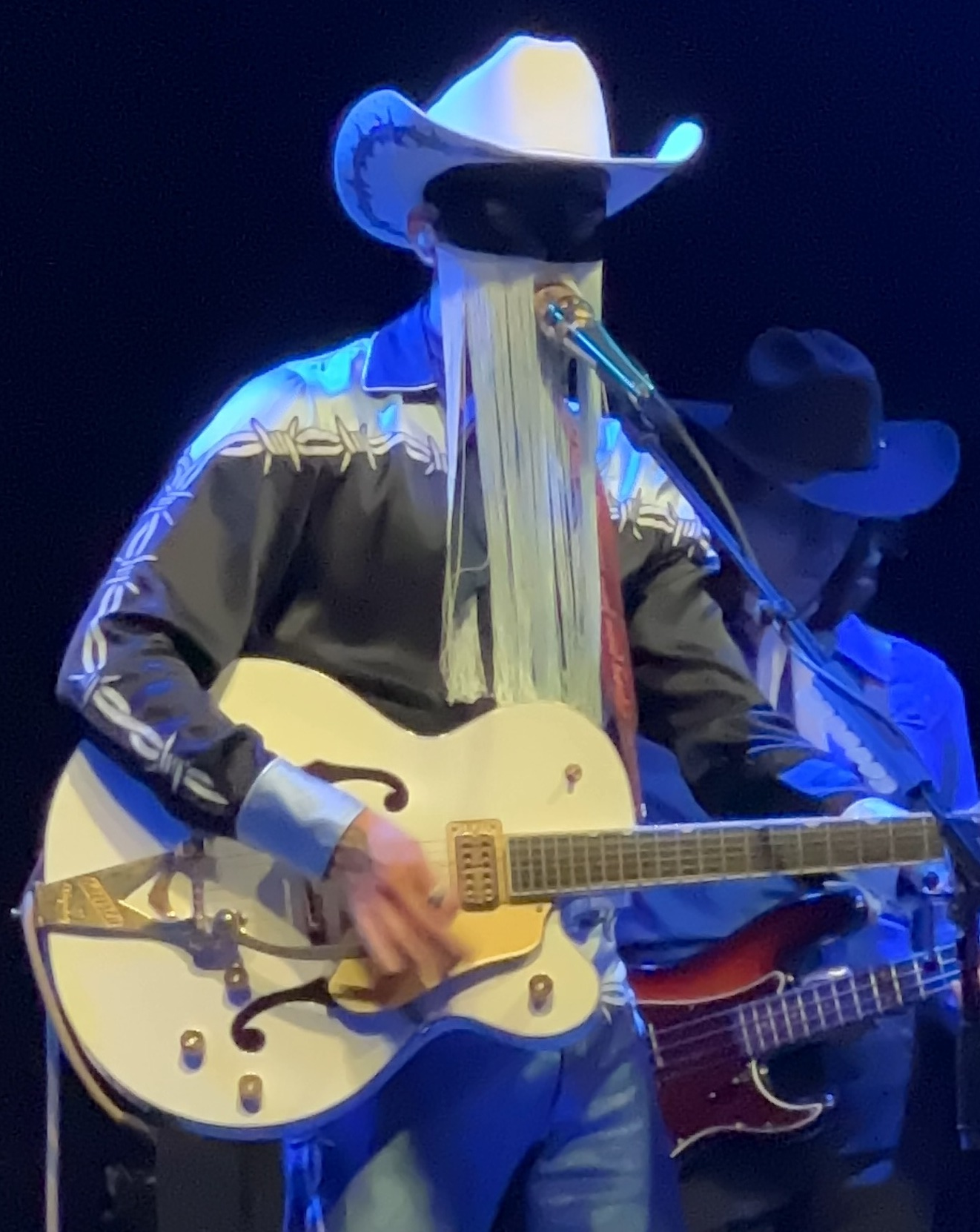
Виступ Пека на First Avenue, заході в Міннеаполісі, штат Міннесота, червень 2022 року

Пек самостійно спродюсував свій дебютний альбом «Pony» та випустив його у 2019 році у співпраці з Sub Pop. Він зазначив, що «написав, спродюсував і зіграв на кожному інструменті, на якому міг» для альбому, працюючи в кав'ярні та живучи з батьками. У червні того ж року він виконав свої пісні «Dead of Night» та «Take You Back» наживо в програмі «Q» на CBC Radio One. «Pony» був включений до початкового лонглисту музичної премії «Polaris Music Prize» у червні 2019 року. Альбом отримав номінацію на премію «Juno Awards» як альтернативний альбом 2020 року.
Також у 2019 році Пек започаткував щорічне «родео Орвілла Пека», яке проводиться в різних містах США та збирає сучасних музикантів у жанрі кантрі. Він виконав пісню «Dead of Night» на шоу «Джиммі Кіммел наживо!» 29 січня 2020 року. Пек оголосив про турне по вибраних містах Сполучених Штатів, включаючи виступи на фестивалях «Коачелла» та «Stagecoach». У травні 2020 року він оголосив про вихід міні-альбому під назвою «Show Pony», продовження його дебютного альбому, дата виходу якого запланована на 12 червня 2020 року. У червні 2020 року він оголосив про відкладення виходу «Show Pony» на 14 серпня 2020 року на знак поваги до руху Black Lives Matter та протестів через убивство Джорджа Флойда. Пек записав кавер на пісню «Smalltown Boy» для прайд-видання серії Spotify Singles у 2020 році. Пісня була випущена ексклюзивно на Spotify 29 червня 2020 року, а на всіх інших сервісах — 31 липня 2020 року.
У квітні 2021 року Пек взяв участь у записі міні-альбому американської дрег-квін та співачки Тріксі Маттел під назвою «Full Coverage, Vol. 1». Він з'явився у кавері на дует Джонні Кеша та Джун Картер Кеш для пісні «Jackson». Хоча це не зазначено у примітках до міні-альбому, Тріксі Маттел підтвердила, що свист у пісні «Video Games» — це свист Пека. У червні стало відомо, що Пек стане шостим артистом в альбомі Леді Гаги «Born This Way: The Tenth Anniversary», переосмисливши пісню «Born This Way» у стилі кантрі.
16 березня 2023 року Пек з'явився як гість у складі суддівської колегії на шоу «RuPaul's Drag Race» на MTV разом із RuPaul, Мішель Візаж та Россом Метьюзом. У 2023 році Пек був тренером і суддею в програмі «My Kind of Country». 5 квітня 2024 року він випустив кавер на пісню Неда Саблетта «Cowboys Are Frequently, Secretly Fond of Each Other» з кантрі-співаком Віллі Нельсоном, як головний сингл зі «Stampede», — третього студійного альбому Пека та першого альбому дуетів. Цей сингл став його першим релізом на лейблі Warner Records. Він оголосив про головний північноамериканський тур «The Stampede Tour», який розпочався 28 травня 2024 року в Ешвіллі, Північна Кароліна. У травні 2024 року Пек випустив пісню «How Far Will We Take It?» в дуеті з співачкою Ноа Сайрус, сестрою Майлі Сайрус. 7 червня 2024 року Пек випустив сингл «Midnight Ride» разом з Кайлі Міноуг та Diplo.

## Артистичність

### Особистість
Було підтверджено, що Орвілл Пек є втіленням Даніеля Пітута, барабанщика канадського панк-гурту «Nü Sensae». Раніше припускали, що Пітут — це Пек, виходячи зі схожості їхніх татуювань та згадки Пека про те, що він був у панк-гурті. Пітут народився в Йоганнесбурзі, як і Пек. Пітут також був зазначений ASCAP як автор пісні Пека «Old River» та інших пісень, назви яких відповідають назвам пісень, випущених Пеком, таких як «Roses Are Falling».

### Впливи
В інтерв'ю Національному громадському радіо 18 червня 2019 року Орвілл сказав: «Я ніколи не розводив худобу чи щось подібне, але, здається, я все своє життя був ковбоєм». Пек міцно асоціює себе з кантрі-музикою епохи 1970-х років і називає класичних зірок Мерла Хаггарда, Вейлона Дженнінгса, Джорджа Джонса, Теммі Вайнетт, Джонні Кеша, Віллі Нельсона, Грема Парсонса, Еммілу Гарріс, Боббі Джентрі, Рібу Макінтайр та Доллі Партон серед тих, хто справив на нього вплив. Поза кантрі-музикою, Пек згадував Роя Орбісона, Oasis, Вітні Г'юстон та Лану Дель Рей, а також кінорежисерів Девіда Лінча та Джона Вотерса як тих, хто вплинув на нього.

## Особисте життя
Пек — відкритий гей. Селфі Пека без сорочки з'явилося в журналі Out у квітні 2024 року, а інтерв'ю у випуску журналу Paper за липень 2024 року супроводжувалося напівоголеними фотографіями.
У 2008 році Пітут позував без маски для «Gayletter». Він по-різному розповідав про те, як до нього прийшло рішення носити маску:
- В інтерв'ю Vogue у 2019 році: «Я просто прокинувся одного дня, і вона була на моєму обличчі, і вона завжди було там»[45].
- У 2020: «Єдина причина, чому я не говорю про це детально, полягає не в тому, що я хочу уникати будь-яких запитань, а в тому, що я хочу, щоб люди мали власну думку з цього приводу. Я не хочу розкласти всі карти та все зафіксувати. Я просто не думаю, що це важливо»[46].
- У 2023: «маска з бахромою? Я виростав, люблячи кантрі, де існувало поєднання театральності та дуже щирого написання пісень. Доллі — ідеальний приклад: великі перуки, божевільні вбрання, але це вона. Щодо мене, я був одержимий „Самотнім рейнджером[en]“, ковбоями, які ховають свої обличчя, тож саме це я й хотів зробити»[47].

Станом на липень 2024 року Пек проживає в Лос-Анджелесі. Його будинок був представлений в журналі «Architectural Digest» у 2023 році.

## Нагороди та відзнаки
| Рік  | Нагорода                      | Одержувач(і) та номінант(и) | Категорія                                       | Результат  |
| ---- | ----------------------------- | --------------------------- | ----------------------------------------------- | ---------- |
| 2019 | Polaris Music Prize           | Pony                        | Альбом року                                     | Longlisted |
| 2020 | Libera Awards                 | Орвілл Пек                  | Libera Award найкращому прориву артиста         | Перемога   |
| 2020 | Libera Awards                 | Pony                        | Libera Award за запис року                      | Номінація  |
| 2020 | Libera Awards                 | Pony                        | Найкращий кантрі-альбом                         | Перемога   |
| 2020 | Libera Awards                 | «Dead of Night»             | Libera Award за відео року                      | Номінація  |
| 2020 | Juno Awards 2020              | Pony                        | Альтернативний альбом року                      | Номінація  |
| 2021 | GLAAD Media Awards            | Show Pony                   | GLAAD Media Awards за видатний музичний прорив  | Номінація  |
| 2021 | Queerty Awards                | «Summertime»                | Інді-музичне відео                              | Номінація  |
| 2022 | Queerty Awards                | «Born This Way»             | Гімн                                            | Номінація  |
| 2022 | Tom of Finland Foundation     | Орвілл Пек                  | Нагорода «Культурна ікона»                      | Перемога   |
| 2022 | Polaris Music Prize           | Bronco                      | Альбом року                                     | Longlisted |
| 2023 | GLAAD Media Awards            | Bronco                      | GLAAD Media Award видатному музичному виконавцю | Номінація  |
| 2023 | Juno Awards 2023              | Bronco                      | Juno Award за кантрі-альбом року                | Номінація  |
| 2023 | Canadian Country Music Awards | Орвілл Пек                  | Проривний артист або гурт року                  | Номінація  |
| 2024 | GLAAD Media Awards            | Орвілл Пек                  | GLAAD Vito Russo Award                          | Перемога   |

У червні 2020 року, на честь 50-ї річниці першого ЛГБТ-параду, Queerty включив його до числа 50 героїв, які «ведуть націю до рівності, прийняття та гідності для всіх людей».
У червні 2022 року Пек отримав нагороду «Культурна ікона» від Tom of Finland Foundation «за мистецькі досягнення та неоціненний внесок у мистецтво та культуру нашої спільноти»; раніше нагороду вручали Робу Гелфорду, Генрі Роллінзу, Клайву Баркеру та Джону Вотерсу. 2 червня 2020 року Відомство з патентів і товарних знаків США зареєструвало торговельну марку «Orville Peck» (серійний номер 88665699).

## Дискографія

### Студійні альбоми
| Назва    | Деталі                                                                                                 | Пікові позиції в чартах | Пікові позиції в чартах | Пікові позиції в чартах | Пікові позиції в чартах | Пікові позиції в чартах | Пікові позиції в чартах | Пікові позиції в чартах | Пікові позиції в чартах | Пікові позиції в чартах |
| Назва    | Деталі                                                                                                 | SCO                     | UK Amer.                | UK DL                   | UK Cou.                 | US                      | US Cou.                 | US Folk                 | US Indie                | US Rock                 |
| -------- | --- | ----------------------- | ----------------------- | ----------------------- | ----------------------- | ----------------------- | ----------------------- | ----------------------- | ----------------------- | ----------------------- |
| Pony     | - Випущений: 22 березня 2019 - Лейбл: Sub Pop - Формат: CD, LP, касета, цифрове завантаження, стримінг | —                       | 8                       | —                       | 12                      | —                       | —                       | —                       | 27                      | —                       |
| Bronco   | - Випущений: 8 квітня 2022 - Лейбл: Columbia - Формат: LP, цифрове завантаження, стримінг              | 22                      | 18                      | 3                       | 2                       | 80                      | 11                      | 4                       | —                       | 13                      |
| Stampede | - Випущений: 2 серпня 2024 - Лейбл: Warner - Формат: CD, LP, цифрове завантаження, стримінг            | 19                      | 8                       | 10                      | 1                       | 159                     | 33                      | 18                      | —                       | —                       |

### Мініальбоми
| Назва                  | Деталі | Пікові позиції в чартах | Пікові позиції в чартах | Пікові позиції в чартах | Пікові позиції в чартах | Пікові позиції в чартах | Пікові позиції в чартах |
| Назва                  | Деталі | UK Amer.                | UK DL                   | US Cou.                 | US Folk                 | US Rock                 | US Sales                |
| ---------------------- | --- | ----------------------- | ----------------------- | ----------------------- | ----------------------- | ----------------------- | ----------------------- |
| Show Pony              | - Випущений: 14 серпня 2020 - Лейбл: Columbia - Формат: вінілова платівка, цифрове завантаження, стримінг | 8                       | 17                      | 46                      | 8                       | 50                      | 20                      |
| Bronco: Chapter 1      | - Випущений: 11 лютого 2022 - Лейбл: Columbia - Формат: стримінг                                          | —                       | —                       | —                       | —                       | —                       | —                       |
| Bronco: Chapters 1 & 2 | - Випущений: 11 березня 2022 - Лейбл: Columbia - Формат: стримінг                                         | —                       | —                       | —                       | —                       | —                       | —                       |
| Stampede: Vol. 1       | - Випущений: 10 травня 2024 - Лейбл: Warner                                                               | 27                      | 38                      | —                       | —                       | —                       | —                       |

### Сингли

#### Як головний виконавець
| Назва                                                                                              | Рік  | Альбом                                   |
| -------------------------------------------------------------------------------------------------- | ---- | ---------------------------------------- |
| «Big Sky»                                                                                          | 2018 | Pony                                     |
| «Dead of Night»                                                                                    | 2019 | Pony                                     |
| «Turn to Hate»                                                                                     | 2019 | Pony                                     |
| «Summertime»                                                                                       | 2020 | Show Pony                                |
| «No Glory in the West»                                                                             | 2020 | Show Pony                                |
| «Smalltown Boy» (Spotify Singles)                                                                  | 2020 | Сингли поза альбомом                     |
| «Unchained Melody»/«You've Lost That Lovin' Feelin'» (як The Unrighteous Brothers з Полом Каутеном | 2020 | Сингли поза альбомом                     |
| «Born This Way» (The Country Road Version)                                                         | 2021 | Born This Way The Tenth Anniversary      |
| «Miss Chatelaine» (Iron Hoof Remix) (з k.d. lang)                                                  | 2021 | Сингли поза альбомом                     |
| «Mona Lisas and Mad Hatters»                                                                       | 2022 | Сингли поза альбомом                     |
| «This Masquerade»                                                                                  | 2023 | A Song for Leon: Присвята Леону Расселлу |
| «Cowboys Are Frequently, Secretly Fond of Each Other» (з Віллі Нельсоном)                          | 2024 | Stampede: Vol. 1                         |
| «Midnight Ride» (з Кайлі Міноуг і Diplo)                                                           | 2024 | Stampede                                 |
| «Death Valley High» (з Beck)                                                                       | 2024 | Stampede                                 |
| «Permanently Lonely»                                                                               | 2024 | Skincare                                 |
| «Happy Trails»                                                                                     | 2024 | Non-album single                         |

#### Як запрошений артист
| Назва                                  | Рік  | Альбом                |
| -------------------------------------- | ---- | --------------------- |
| «Jackson» (Тріксі Маттел і Орвілл Пек) | 2021 | Full Coverage, Vol. 1 |

### Гостьові появи
| Назва                                                                           | Рік  | Інший виконавець(-ці) | Альбом                                                       |
| ------------------------------------------------------------------------------- | ---- | --------------------- | ------------------------------------------------------------ |
| «Intro»                                                                         | 2020 | Diplo                 | Diplo Presents Thomas Wesley, Chapter 1: Snake Oil           |
| «I'm Making Believe»                                                            | 2023 | King Princess         | A Small Light (Songs from the Limited Series)                |
| «This Is Nowhere» (Довга версія)                                                | 2023 | Н/Д                   | Hilda: Season 2 (Original Series Soundtrack)                 |
| «Cowboys Are Frequently, Secretly Fond of Each Other» (Наживо в Hollywood Bowl) | 2023 | Н/Д                   | Long Story Short: Willie Nelson 90 (Наживо в Hollywood Bowl) |
| «Friends of Dorothy»                                                            | 2025 | The Wiggles           | Wiggle Up, Giddy Up!                                         |

### Музичні відео
| Назва                                | Рік  | Режисер                      |
| ------------------------------------ | ---- | ---------------------------- |
| «Big Sky»                            | 2018 | Дені Ченг                    |
| «Dead of Night»                      | 2019 | Майкл Максіс                 |
| «Turn to Hate»                       | 2019 | Орвілл Пек Карлос Сантолалла |
| «Hope to Die»                        | 2019 | Блейк Моусон                 |
| «Nothing Fades Like the Light»       | 2019 | Дені Ченг                    |
| «Queen of the Rodeo»                 | 2020 | Остін Пітерс                 |
| «Summertime»                         | 2020 | Дрю Кірш Тейлор Фонтлерой    |
| «No Glory in the West»               | 2020 | Ісайя Серет                  |
| «Legends Never Die» (з Шанаєю Твейн) | 2020 | Кемерон Дадді                |
| «Jackson» (з Тріксі Маттел)          | 2021 | Асаад Якуб                   |
| «C'mon Baby, Cry»                    | 2022 | Остін Пітерс                 |
| «Daytona Sand»                       | 2022 | Остін Пітерс                 |
| «The Curse of the Blackened Eye»     | 2022 | Остін Пітерс                 |
| «Hexie Mountains»                    | 2022 | Остін Пітерс                 |

## Фільмографія
| Рік  | Назва                              | Роль             | Примітки                                   |
| ---- | ---------------------------------- | ---------------- | ------------------------------------------ |
| 2021 | «Драгула» братів Буле              | запрошений суддя | 4-й сезон, 3-й епізод                      |
| 2021 | Це — поп                           | ведучий          | Сезон 1, епізод 5                          |
| 2021 | Miley Cyrus Presents: Stand by You | камео            | Виконав «Cowboy Take Me Away» з Сайрус     |
| 2022 | Мотель Тріксі                      | гість            | Епізод 3                                   |
| 2023 | Королівські перегони Ру Пола       | запрошений суддя | 15-й сезон, епізод 12 і 16 (Виконавець)    |
| 2023 | RuPaul's Drag Race: Untucked       | Камео            | Епізод: «Untucked: Wigloose: The Rusical!» |
| 2023 | My Kind of Country                 | Камео            | Тренер-переможець                          |

| Рік       | Назва                                    | Роль        | Примітки                            |
| --------- | ---------------------------------------- | ----------- | ----------------------------------- |
| 2008      | Вестсайдська історія                     | Екшн        | Королівський міський музичний театр |
| 2008      | Продюсери                                | Ансамбль    | Театральна трупа «Клуб мистецтв»    |
| 2010      | Йосип та дивовижний кольоровий плащ снів | Брат Йосипа | Королівський міський музичний театр |
| 2016-2017 | Пітер Пен йде не так                     | Джонатан    | Театр «Аполло», Вест-Енд            |
| 2025      | Кабаре                                   | Ведучий     | Театр Августа Вілсона, Бродвей      |